# الکساندر لونکستیس
الکساندر لونکستیس، پسر آیروپوس دوم مقدونیه، از اهالی لونکستیس، منطقه‌ای واقع در مقدونیهٔ علیا بود. 
او همزمان با فیلیپ سوم مقدونی و اسکندر کبیر می‌زیست و دو برادر به نام‌های هرومنس و آرابایوس داشت. هر سه برادر مظنون به دست داشتن در قتل فیلیپ سوم در سال ۳۳۶ پیش از میلاد بودند. اسکندر پس از جلوس بر تخت سلطنت، فرمان قتل تمامی کسانی را که در قتل فیلیپ دست داشتند صادر کرد و الکساندر لونکستیس تنها کسی بود که مورد عفو قرار گرفت و از این غائله جان سالم به در برد. زیرا که او نخستین کسی بود با اسکندر به عنوان شاه جدید بیعت کرد. اما اسکندر نه تنها او را امان داد بلکه به دوستی با او پرداخت و او را به درجات بالا ارتقا داد. در بادی امر او را فرمانده لشکری در تراس کرد و سپس فرماندهی سواره‌نظام تسالیایی را بدو سپرد. الکساندر در این مقام فرصت یافت تا اسکندر را در لشکرکشی‌اش به شرق همراهی کند. در سال ۳۳۴ پیش از میلاد اسکندر در فاسلیس خیمه زده بود که از مکاتبات پنهانی الکساندر لونکستی با داریوش سوم، شاهنشاه هخامنشی، آگاه شد. داریوش قول پرداخت مبلغ هنگفتی پول را به الکساندر لونکستی در ازای کشتن اسکندر کبیر داده بود. حامل نامه‌های داریوش را پارمنیون گیر انداخته و نزد اسکندر برده بود. خیانت الکساندر لونکستی محرز بود. اما اسکندر—هراسان از برانگیختن هرگونه احساس خصومت با آنتیپاتر، نایب‌السلطنهٔ مقدونیه و پدرزن الکساندر لونکستی—به صلاح دانست که از اعدام خائن درگذرد، تنها او را از سمتش خلع و محبوس کند. الکساندر سه سال را به همین منوال در حبس ارتش اسکندر گذراند تا اینکه در سال ۳۳۰ پیش از میلاد فیلوتاس به اتهام جرمی مشابه اعدام گردید. مقدونیان از اسکندر خواستند که با الکساندر لونکستی نیز همچون فیلوتاس برخورد شود تا مساوات رعایت شده باشد و شائبهٔ هرگونه تبعیض از میان برود. اسکندر پیشنهاد ایشان را پذیرفت و از آنجایی که خائن نتوانست خود را اتهام خیانت مبرا سازد، در شهر اسکندریه پروفتاسیا، مرکز زرنگ، با مجازات مرگ روبه‌رو شد.
احتمالاً هدف این خیانت‌کار، دست یازیدن به تخت و تاج مقدونیه بوده‌است؛ تخت و تاجی که پیش از سلطنت آمونتاس سوم مقدونیه برای مدتی در تملک خانوادهٔ او قرار داشت.